# Urbanus zijn snippelepipke rekt uit
Urbanus zijn snippelepipke rekt uit is het 46ste album in de stripreeks De avonturen van Urbanus uit 1994.

## Plot
Eufrazie laat siliconen inplanten om haar borsten extreem te vergroten. Eerst is César enorm blij met de situatie, maar na een tijd verlangt hij weer naar vrouwen met kleinere borsten, waardoor Eufrazie de implantaten weer laat weghalen. Urbanus mag met de siliconen spelen en ontdekt dat deze goed stuiteren. Hij maakt er een pogostick van waardoor hij zo hoog springt dat hij op de planeet Zubvobwee terechtkomt. Daar wordt hij onderzocht door buitenaardse wezens die meteen ook de rest van zijn gezin uitnodigen voor een verblijf op hun planeet. Ze worden gastvrij ontvangen in een complete replica van Tollembeek, maar al gauw blijkt alles bedoeld om hen te kunnen bestuderen.
Urbanus en co ontvluchten de planeet, maar blijken neveneffecten te hebben overgehouden aan hun verblijf. Zo rekt Urbanus "snippelepipke" enorm uit, waardoor hij fluit kan spelen op zijn eigen neus....

## Culturele verwijzingen
- De vrouwen zonder borsten waar César verliefd op wordt, zijn Olijfje uit Popeye en Tante Sidonia.
- Een van de buitenaardse wezens bekijkt Urbanus, terwijl hij de tekening van een menselijk koppel vasthoudt die in 1977 door NASA de ruimte werd ingestuurd tijdens de Pioneer 10 en 11-missie en beweert "de aardlingen lijken helemaal niet op die tekening die ze ons opgestuurd hebben."
- Urbanus landde eerder op de planeet Zubvobwee in het album De vliegende goudrenet.